# Shihuiqiao (köpinghuvudort i Kina, Hubei Sheng, lat 30,55, long 112,27)
Shihuiqiao är en köpinghuvudort i Kina. Den ligger i provinsen Hubei, i den centrala delen av landet, omkring 190 kilometer väster om provinshuvudstaden Wuhan. Antalet invånare är 41 035. Befolkningen består av 20 237 kvinnor och 20 798 män. Barn under 15 år utgör 11,0 %, vuxna 15-64 år 78 %, och äldre över 65 år 9,0 %.
Runt Shihuiqiao är det tätbefolkat, med 266 invånare per kvadratkilometer. Närmaste större samhälle är Hougang, 11,4 km öster om Shihuiqiao. Trakten runt Shihuiqiao består till största delen av jordbruksmark.
Genomsnittlig årsnederbörd är 1 107 millimeter. Den regnigaste månaden är maj, med i genomsnitt 159 mm nederbörd, och den torraste är december, med 14 mm nederbörd.